# Canarichelifer teneriffae
Genre
Espèce
Canarichelifer teneriffae, unique représentant du genre Canarichelifer, est une espèce de pseudoscorpions de la famille des Cheliferidae.

## Distribution
Cette espèce se rencontre aux îles Canaries et aux îles Selvagens à Madère,.

## Description
Les mâles mesurent de 1,6 à 1,8 mm et les femelles de 2,0 à 2,3 mm.

## Étymologie
Son nom d'espèce lui a été donné en référence au lieu de sa découverte, Tenerife.

## Publication originale
- Beier, 1965 : Über Pseudoskorpione von den Kanaren. Annalen des Naturhistorischen Museums in Wien, vol. 68, p. 375-381 (texte intégral).